# Euptilotis neoxenus
Il quetzal orecchiuto (Euptilotis neoxenus Gould, 1838) è un uccello appartenente alla famiglia Trogonidae, unica specie del genere Euptilotis, diffuso nel continente americano.

## Biologia
Si nutre di insetti e frutti, ma non disdegna le lucertole, che vengono solitamente portate ai nidiacei. Le coppie si formano tra aprile e giugno e l'accoppiamento avviene fino a ottobre. Nidifica nelle cavità presenti nei tronchi d'albero in genere in ambienti di vegetazione riparia.

## Distribuzione e habitat
Vive nelle foreste montane del Messico occidentale (più precisamente negli stati di Sonora, Chihuahua, Sinaloa, Durango, Nayarit, Zacatecas, Jalisco e Michoacán) ed è possibile vederlo anche negli Stati Uniti meridionali (Arizona e Nuovo Messico), sebbene sporadicamente. L'habitat è costituito sia foreste di conifere sia foreste miste di conifere e latifoglie, ad altitudini comprese tra i 1800 e i 3000 m. Generalmente preferisce i livelli alti della vegetazione arborea. Durante l'inverno può capitare che migri verso ambienti subtropicali.